# Seven Femenino de Los Ángeles 2021
El Seven Femenino de Los Ángeles 2021 fue un torneo de rugby 7 organizado por USA Rugby y auspiciado por World Rugby. 
Se disputó entre el 25 y 26 de junio en las instalaciones del Dignity Health Sports Park de Carson, Estados Unidos.
El torneo se disputó con la finalidad de servir como preparación para los Juegos Olímpicos de Tokio.

## Equipos participantes
- Estados Unidos[2]
- Gran Bretaña
- Jamaica
- México

## Resultados

### Partidos
| 25 de junio | Estados Unidos | 71 - 0 | Jamaica |  |  |

| 25 de junio | Gran Bretaña | 73 - 0 | México |  |  |

#### Serie Estados Unidos - Gran Bretaña
| 25 de junio | Estados Unidos | 26 - 7 | Gran Bretaña |  |  |

| 26 de junio | Estados Unidos | 24 - 14 | Gran Bretaña |  |  |

| 26 de junio | Estados Unidos | 21 - 17 | Gran Bretaña |  |  |

#### Serie Jamaica - México
| 25 de junio | México | 10 - 29 | Jamaica |  |  |

| 26 de junio | México | 10 - 17 | Jamaica |  |  |

| 26 de junio | México | 32 - 5 | Jamaica |  |  |

### Fase final

#### Definición tercer puesto
| 26 de junio | México | 33 - 19 | Jamaica |  |  |

#### Final
| 26 de junio | Estados Unidos | 12 - 12 | Gran Bretaña |  |  |

| Bandera de Estados Unidos |
| Campeón Estados Unidos    |